# Municipio de Chester (condado de Douglas)
El municipio de Chester (en inglés: Chester Township) es un municipio ubicado en el condado de Douglas en el estado estadounidense de Dakota del Sur. En el año 2010 tenía una población de 62 habitantes y una densidad poblacional de 0,85 personas por km².

## Geografía
El municipio de Chester se encuentra ubicado en las coordenadas 43°19′9″N 98°25′16″O / 43.31917, -98.42111. Según la Oficina del Censo de los Estados Unidos, el municipio tiene una superficie total de 73.08 km², de la cual 72,95 km² corresponden a tierra firme y (0,18 %) 0,13 km² es agua.

## Demografía
Según el censo de 2010, había 62 personas residiendo en el municipio de Chester. La densidad de población era de 0,85 hab./km². De los 62 habitantes, el municipio de Chester estaba compuesto por el 96,77 % blancos, el 3,23 % eran amerindios. Del total de la población el 0 % eran hispanos o latinos de cualquier raza.